# ATA 100
La ATA 100 contiene la referencia al sistema de numeración ATA, que es un estándar de referencia común para la documentación de aeronaves comerciales. Este aspecto común permite una mayor facilidad de aprendizaje y comprensión para pilotos, técnicos de mantenimiento de aeronaves e ingenieros. El sistema de numeración estándar fue publicado por la Asociación de Transporte Aéreo el 1 de junio de 1956. A pesar de que el sistema de numeración de la ATA 100 ha sido reemplazado, continuó siendo ampliamente utilizado hasta que quedó desfasado en 2015, especialmente en documentación para aeronaves de aviación general, en mensajes de fallas de aeronaves (para la resolución de problemas y reparaciones post-vuelo), electrónica y en manuales impresos.
La Tabla de Códigos del Conjunto Sistema/Componente de la Aeronave (Joint Aircraft System/Component – JASC) era una versión modificada del código de la Especificación 100 de la Asociación de Transporte Aéreo de América (Air Transport Association of America – ATA). Fue desarrollado por la División de Apoyo Regulatorio (AFS-600) de la FAA. Esta tabla de códigos fue construida mediante el uso del nuevo formato de cuatro dígitos del código JASC, así como con el uso de un título de código abreviado. Los títulos abreviados han sido modificados en algunos casos para clarificar el uso previsto del código adjunto. La versión final del código JASC/ATA 100 fue publicado por la FAA en 1999.
En el 2000, el Comité de Información Técnica y Comunicaciones de la ATA (TICC) desarrolló una nueva especificación consolidada para la industria de la aviación comercial, la ATA iSpec 2200. Dicha especificación incluye un enfoque de toda la industria para el sistema de numeración de aeronaves, así como el formato y los estándares de contenidos de información para la emisión de documentos. Los objetivos principales de la nueva especificación son la minimización de costos y esfuerzo invertidos por operadores y fabricantes, la mejora de la calidad y la puntualidad relativas a la información y la facilitación de la entrega de datos por parte de los fabricantes que satisfagan las necesidades operacionales de las aerolíneas. Recientemente, la comunidad aeronáutica internacional desarrolló el estándar S1000D, una especificación XML para la preparación, la gestión y el uso del mantenimiento de los equipos y de la información de operaciones.
El aspecto único de los números de los capítulos reside en su relevancia para toda aeronave. Por lo tanto, un número de referencia de capítulo para un Boeing 747 será el mismo que para cualquier otra aeronave Boeing, un BAe 125 y una aeronave de Airbus. Ejemplos de esto incluyen Oxígeno (Capítulo 35), la Potencia Eléctrica (Capítulo 24) y Puertas (Capítulo 52).

## Capítulos de la ATA

### Aircraft General
| N.º ATA | Nombre del capítulo de la ATA                             |
| ------- | --------------------------------------------------------- |
| ATA 00  | NINGUNO                                                   |
| ATA 01  | POLÍTICA DE MANTENIMIENTO                                 |
| ATA 02  | PESO Y BALANCE                                            |
| ATA 03  | EQUIPOS MINIMOS                                           |
| ATA 04  | LIMITACIONES DE AERONAVEGABILIDAD                         |
| ATA 05  | LÍMITES DE TIEMPO/CONTROLES DE MANTENIMIENTO              |
| ATA 06  | DIMENSIONES Y SUPERFICIES                                 |
| ATA 07  | LEVANTAMIENTO, APUNTALAMIENTO Y SOPORTE                   |
| ATA 08  | PESO Y BALANCE                                            |
| ATA 09  | REMOLQUE Y RODAJE                                         |
| ATA 10  | APARCAMIENTO, AMARRE, ALMACENAMIENTO Y VUELTA AL SERVICIO |
| ATA 11  | LETREROS Y SEÑALES                                        |
| ATA 12  | SERVICIO – MANTENIMIENTO RUTINARIO                        |
| ATA 13  | HARDWARE Y HERRAMIENTAS GENERALES                         |
| ATA 14  | HERRAMIENTAS                                              |
| ATA 15  | ENTRENAMIENTOS EXTERNOS                                   |
| ATA 16  | EQUIPO DE SOPORTE EN TIERRA                               |
| ATA 17  | EQUIPO AUXILIAR                                           |
| ATA 18  | VIBRACIÓN                                                 |
| ATA 19  | COMBUSTIBLE                                               |

### Sistemas
| N.º ATA | Nombre del capítulo de la ATA                         |
| ------- | ----------------------------------------------------- |
| ATA 20  | PRÁCTICAS ESTANDAR                                    |
| ATA 21  | AIRE ACONDICIONADO Y PRESURIZACIÓN                    |
| ATA 22  | PILOTO AUTOMÁTICO                                     |
| ATA 23  | COMUNICACIONES                                        |
| ATA 24  | SISTEMA ELECTRICO                                     |
| ATA 25  | EQUIPO Y ACCESORIOS                                   |
| ATA 26  | PROTECCIÓN CONTRA EL FUEGO                            |
| ATA 27  | CONTROLES DE VUELO                                    |
| ATA 28  | COMBUSTIBLE                                           |
| ATA 29  | SISTEMA HIDRÁULICO                                    |
| ATA 30  | PROTECCIÓN CONTRA HIELO Y LLUVIA                      |
| ATA 31  | SISTEMAS DE INDICACIÓN Y GRABACIÓN                    |
| ATA 32  | TREN DE ATERRIZAJE                                    |
| ATA 33  | LUCES                                                 |
| ATA 34  | NAVEGACIÓN                                            |
| ATA 35  | OXÍGENO                                               |
| ATA 36  | SISTEMA NEUMÁTICO                                     |
| ATA 37  | PRESIÓN Y VACÍO                                       |
| ATA 38  | AGUA / DESECHOS                                       |
| ATA 39  | PANELES ELÉCTRICO-ELECTRÓNICOS Y COMPONENTES MULTIUSO |
| ATA 40  | MULTISISTEMA                                          |
| ATA 41  | AGUA / LASTRE                                         |
| ATA 42  | AVIÓNICA MODULAR INTEGRADA                            |
| ATA 44  | SISTEMAS DE CABINA                                    |
| ATA 45  | SISTEMA DE DIAGNÓSTICO Y MANTENIMIENTO                |
| ATA 46  | SISTEMAS DE INFORMACIÓN                               |
| ATA 47  | SISTEMA DE GENERACIÓN DE NITRÓGENO                    |
| ATA 48  | DISPENSACIÓN DE COMBUSTIBLE EN VUELO                  |
| ATA 49  | UNIDAD DE POTENCIA AUXILIAR                           |
| ATA 50  | COMPARTIMENTOS DE CARGA Y ACCESORIOS                  |

### Estructura
| N.º ATA | Nombre del capítulo de la ATA              |
| ------- | ------------------------------------------ |
| ATA 51  | PRÁCTICAS ESTÁNDAR Y ESTRUCTURAS – GENERAL |
| ATA 52  | PUERTAS                                    |
| ATA 53  | FUSELAJE                                   |
| ATA 54  | GÓNDOLAS / PILONES                         |
| ATA 55  | ESTABILIZADORES                            |
| ATA 56  | VENTANAS                                   |
| ATA 57  | ALAS                                       |

### Hélice/rotores
| N.º ATA | Nombre del capítulo de la ATA       |
| ------- | ----------------------------------- |
| ATA 60  | ESTÁNDARES PRÁCTICOS – HÉLICE/ROTOR |
| ATA 61  | HELICES Y PROPULSORES               |
| ATA 62  | ROTOR(ES) PRINCIPAL(ES)             |
| ATA 63  | IMPULSOR DEL ROTOR                  |
| ATA 64  | ROTOR DE COLA                       |
| ATA 65  | EMPUJE DEL ROTOR DE COLA            |
| ATA 66  | PALAS PLEGABLES/PILONES             |
| ATA 67  | CONTROL EN VUELO DE LOS ROTORES     |

### Planta motriz
| N.º ATA | Nombre del capítulo de la ATA,S             |
| ------- | ------------------------------------------- |
| ATA 70  | ESTÁNDARES PRÁCTICOS DEL MOTOR              |
| ATA 71  | PLANTA MOTRIZ                               |
| ATA 72  | MOTORES DE TURBINAS/TURBOPROPULSORES        |
| ATA 73  | CONTROL Y GESTIÓN DEL COMBUSTIBLE DEL MOTOR |
| ATA 74  | IGNICIÓN DEL MOTOR                          |
| ATA 75  | PURGA DEL AIRE                              |
| ATA 76  | CONTROLES DEL MOTOR                         |
| ATA 77  | INDICADORES DEL MOTOR                       |
| ATA 78  | SISTEMA DE ESCAPE DEL MOTOR                 |
| ATA 79  | ACEITE DEL MOTOR                            |
| ATA 80  | ARRANQUE DEL MOTOR                          |
| ATA 81  | SISTEMA DE TURBINA (MOTOR RECIPROCO)        |
| ATA 82  | INYECCIÓN DE AGUA                           |
| ATA 83  | CAJA DE ENGRANAJES                          |
| ATA 84  | INCREMENTO DE LA PROPULSIÓN                 |
| ATA 85  | SISTEMAS DE CELDAS DE COMBUSTIBLE           |
| ATA 91  | GRÁFICAS                                    |
| ATA 92  | INSTALACIÓN DEL SISTEMA ELÉCTRICO           |

## Lista extendida de la ATA (anticuada)

### Especificación ATA 2200[3]
La lista extendida de la ATA se trata de un desglose en para (los dos segundos números, ej.: 5-00) y sub-para (el tercer par de números, ej.: 5-10-00) de cada capítulo de la ATA

#### Número y para ATA
01 *Reservado para uso de aerolíneas
02 *Reservado para uso de aerolíneas
03 *Reservado para uso de aerolíneas
04 *Reservado para uso de aerolíneas
05 LÍMITES DE TIEMPO/CONTROLES DE MANTENIMIENTO
- 00 General
- 10 Límites de tiempo
- 20 Controles de mantenimiento programados
- 30 Reservado
- 40 Reservado
- 50 Controles de mantenimiento no programados

06 SUPERFICIES Y DIMENSIONES
07 LEVANTAMIENTO Y APUNTALAMIENTO
- 00 General
- 10 Soporte
- 20 Apuntalamiento

08 NIVELACIÓN Y PESAJE
- 00 General
- 10 Pesaje y balance
- 20 Nivelación

09 REMOLQUE Y RODAJE
- 00 General
- 10 Remolque
- 20 Rodaje

10 APARCAMIENTO, AMARRE, ALMACENAMIENTO Y VUELTA AL SERVICIO
11 LETREROS Y SEÑALES
- 00 General
- 10 Esquemas de colores exteriores y señales
- 20 Letreros y señales exteriores
- 30 Letreros interiores

12 SERVICIO
- 00 General
- 10 Reabastecimiento
- 20 Servicio programado
- 30 Servicio no programado

13 FALTA DE MANTENIMIENTO
14 RESERVICIO
15 OPERACIONES DE VERIFICACIÓN
16 *No asignado
17 *No asignado
18 ANÁLISIS DE VIBRACIÓN Y RUIDO (SÓLO HELICÓPTEROS)
- 00 General
- 10 Análisis de vibración
- 20 Análisis de ruido

19 *No asignado
20 ESTÁNDARES PRÁCTICOS – ARMAZÓN
21 AIRE ACONDICIONADO
- 00 Aire acondicionado – General
- 10 Compresión
- 20 Distribución
- 30 Control de presurización
- 40 Calefacción
- 50 Refrigeración
- 60 Control de temperatura
- 70 Control de humedad y de contaminación en el aire

22 PILOTO AUTOMÁTICO
- 00 General
- 10 Piloto automático
- 20 Corrección velocidad-altitud
- 30 Acelerador automático
- 40 Sistema monitor
- 50 Reducción de carga aerodinámica

23 COMUNICACIONES
- 00 General
- 10 Comunicaciones orales
- 15 SATCOM
- 20 Trasmisión de datos y llamada automática
- 30 Dirección, entretenimiento y comodidad del pasaje
- 40 Interfono
- 50 Integración del audio
- 60 Descarga estática
- 70 Monitorización audiovisual
- 80 Calibración integral automática

24 POTENCIA ELÉCTRICA
- 00 General
- 10 Manejo del generador
- 20 Generación de corriente alterna
- 30 Generación de corriente continua
- 40 Potencia externa
- 50 Distribución de la carga eléctrica en corriente alterna
- 60 Distribución de la carga eléctrica en corriente continua

25 EQUIPAMIENTO/MOBILIARIO
- 00 General
- 10 Compartimento de vuelo
- 20 Compartimento de pasajeros
- 30 Cocina
- 40 Lavabos
- 50 Compartimentos adicionales
- 60 Emergencia
- 70 Disponible
- 80 Aislamiento

26 PROTECCIÓN CONTRA EL FUEGO
- 00 General
- 10 Detección
- 20 Extinción
- 30 Supresión de explosiones

27 CONTROLES DE VUELO
- 00 General
- 10 Alerones
- 20 Timón
- 30 Elevador
- 40 Estabilizador horizontal
- 50 Flaps
- 60 Spoilers, dispositivos de generación de arrastre y variaciones aerodinámicas
- 70 Bloqueo de ráfagas y amortiguador
- 80 Incremento de la sustentación

28 COMBUSTIBLE
- 00 General
- 10 Almacenamiento
- 20 Distribución
- 30 Vaciado
- 40 Indicación

29 POTENCIA HIDRÁULICA
- 00 General
- 10 Principal
- 20 Auxiliar
- 30 Indicación

30 PROTECCIÓN CONTRA HIELO Y LLUVIA
- 00 General
- 10 Perfil
- 20 Aspiración de aire
- 30 Pitot y estática
- 40 Ventanas, parabrisas y puertas
- 50 Antenas y radomos
- 60 Hélices/rotores
- 70 Líneas de agua
- 80 Detección

31 SISTEMAS DE INDICACIÓN Y REGISTRO
- 00 General
- 10 Paneles de control e instrumentación
- 20 Instrumentos independientes
- 30 Registradoras
- 40 Ordenadores centrales
- 50 Sistemas de alarma centrales
- 60 Sistemas de exposición centrales
- 70 Sistemas de reporte automático de datos

32 TREN DE ATERRIZAJE
- 00 General
- 10 Tren principal y puertas
- 20 Tren delantero y puertas
- 30 Extensión y retracción
- 40 Ruedas y frenos
- 50 Guía
- 60 Indicación de posición y alarma
- 70 Tren suplementario

33 LUCES
- 00 General
- 10 Compartimento de vuelo
- 20 Compartimento de pasajeros
- 30 Compartimentos de carga y servicio
- 40 Exteriores
- 50 Luces de emergencia

34 NAVEGACIÓN
- 00 General
- 10 Datos ambientales del vuelo
- 20 Altitud y dirección
- 30 Ayudas de aterrizaje y rodaje
- 40 Determinación de posición independiente
- 50 Determinación de posición dependiente
- 60 Computación de gestión de vuelo

35 OXÍGENO
- 00 General
- 10 Tripulación
- 20 Pasaje
- 30 Portátil

36 NEUMÁTICA
- 00 General
- 10 Distribución
- 20 Indicación

37 VACÍO
- 00 General
- 10 Distribución
- 20 Indicación

38 AGUA/RESIDUOS
- 00 General
- 10 Potable
- 20 Lavado
- 30 Eliminación de residuos
- 40 Suministro de aire

39 *No asignado
40 *No asignado
41 AGUA DE LASTRE
- 00 General
- 10 Almacenamiento
- 20 Vaciado
- 30 Indicación

42 AVIÓNICA MODULAR INTEGRADA (AMI)
43 *No asignado
44 SISTEMAS DE CABINA
- 00 General
- 10 Sistema central de la cabina
- 20 Sistema de ocio en vuelo
- 30 Sistema de comunicación externa
- 40 Sistema de memoria masiva de cabina
- 50 Sistema de monitoreo de cabina
- 60 Sistemas diversos de cabina

45 SISTEMAS DE MANTENIMIENTO CENTRAL (SMC)
- 00 General
- 05 hasta 19 – SMC/Aviación general
- 20 hasta 49 – SMC/Sistemas del armazón
- 45 Sistema de mantenimiento central
- 50 hasta 59 – SMC/Estructuras
- 60 hasta 69 – SMC/Planta propulsora
- 70 hasta 89 – SMC/Planta de potencia

46 SISTEMAS DE INFORMACIÓN
- 00 General
- 10 Sistemas de información general de la aeronave
- 20 Sistemas de información de cubierta en vuelo
- 30 Sistemas de información de mantenimiento
- 40 Sistemas de información de la cabina del pasaje
- 50 Sistemas de información diversos

47 SISTEMA DE GENERACIÓN DE NITRÓGENO
48 *No asignado
49 POTENCIA AUXILIAR AÉREA
- 00 General
- 10 Planta de potencia
- 20 Motor
- 30 Control y gestión del combustible
- 40 Ignición/arranque
- 50 Aire
- 60 Controles de motor
- 70 Indicación
- 80 Escape
- 90 Aceite

50 COMPARTIMENTOS DE CARGA Y ACCESORIOS
- 00 General
- 10 Compartimentos de carga
- 20 Sistemas de embarque de carga
- 30 Sistemas relacionados con la carga
- 40 Disponible
- 50 Accesorios
- 60 Aislamiento

51 ESTÁNDARES PRÁCTICOS, GENERAL
- 00 General
- 10 Investigación, limpieza y uniformidad aerodinámica
- 20 Procedimientos
- 30 Materiales
- 40 Cierres
- 50 Apoyo de reparación de la aeronave y procedimientos de verificación de posicionamiento
- 60 Balance y control de la superficie
- 70 Reparaciones
- 80 Vínculo eléctrico

52 PUERTAS
- 00 General
- 10 Pasaje/tripulación
- 20 Salida de emergencia
- 30 Carga
- 40 Servicios y variedades
- 50 Interior fijo
- 60 Escaleras de entrada
- 70 Monitorización y operación
- 80 Tren de aterrizaje

53 FUSELAJE
- 00 General
- 10 hasta 90 (según sea necesario) – Secciones del fuselaje

54 GÓNDOLAS/PILONES
- 00 General
- 10 hasta 40 (según sea necesario) – Sección de la góndola
- 50 hasta 80 (según sea necesario) – Pilón

55 ESTABILIZADORES
- 00 General
- 10 Estabilizador horizontal
- 20 Elevador
- 30 Estabilizador vertical
- 40 Timón

56 VENTANAS
- 00 General
- 10 Compartimento de vuelo
- 20 Compartimento del pasaje
- 30 Puerta
- 40 Inspección y observación

57 ALAS
- 00 General
- 10 Ala central
- 20 Dispositivos de punta alar
- 30 Punta del ala
- 40 Borde de ataque y dispositivos del borde de ataque
- 50 Cola y dispositivos de la cola
- 60 Alerones y elevadores
- 70 Alerones
- 80 (Según sea necesario)
- 90 Sistema de pliegue de alas

58 *No asignado
59 *Reservado para uso de aerolíneas
60 ESTÁNDARES PRÁCTICOS – HÉLICE/ROTOR
61 PROPULSORES
- 00 General
- 10 Ensamblaje de la hélice
- 20 Controlador
- 30 Frenado
- 40 Indicación

- 50 Conducto propulsor

62 ROTOR(ES)
- 00 General
- 10 Palas del rotor
- 20 Cabeza(s) del rotor
- 30 Eje(s) del rotor
- 40 Indicación

63 MANEJO DEL ROTOR
- 00 General
- 10 Enganche del motor y la caja de cambios
- 20 Caja(s) de cambios
- 30 Montaje, acople
- 40 Indicación

64 ROTOR DE COLA
- 00 General
- 10* Palas del rotor
- 20* Cabeza del rotor
- 30 Disponible
- 40 Indicación

65 MANEJO DEL ROTOR DE COLA
- 00 General
- 10 Barras
- 20 Cajas de cambios
- 30 Disponible
- 40 Indicación

66 PALAS/PILONES
- 00 General
- 10 Palas del rotor
- 20 Pilón de cola
- 30 Controles e indicación

67 CONTROL DE VUELO DE LOS ROTORES
- 00 General
- 10 Rotor
- 20 Control del anti-par de fuerzas del rotor (control de guiñada)
- 30 Sistema de control del servo

68 *No asignado
69 *No asignado
70 ESTÁNDARES PRÁCTICOS – MOTORES
71 PLANTA DE POTENCIA
- 00 General
- 10 Carenado
- 20 Montaje
- 30 Anti-fuego
- 40 Adecuación de la sujeción
- 50 Cableado eléctrico
- 60 Aspiración de aire
- 70 Drenaje del motor

72 MOTOR DE TURBINA/TURBOPROPULSOR CON VENTILADOR CANALIZADO Y NO CANALIZADO
- 00 General
- 10 Reducción de marcha, sección del eje (propulsor accionado por engranaje delantero y/o turbopropulsor)
- 20 Sección de entrada de aire
- 30 Sección del compresor
- 40 Sección de combustión
- 50 Sección de la turbina
- 60 Accesorios de transmisión
- 70 Sección de by-pass
- 80 Sección propulsora (montaje trasero)

73 CONTROL Y GESTIÓN DE COMBUSTIBLE
- 00 General
- 10 Distribución
- 20 Controlador
- 30 Indicación

74 IGNICIÓN
- 00 General
- 10 Potencia eléctrica
- 20 Distribución
- 30 Interruptores

75 AIRE
- 00 General
- 10 Motor anti-hielo
- 20 Refrigeración
- 30 Control del compresor
- 40 Indicación

76 CONTROLES DEL MOTOR
- 00 General
- 10 Control de potencia
- 20 Apagado de emergencia

77  INDICACIONES DEL MOTOR
- 00 General
- 10 Potencia
- 20 Temperatura
- 30 Analizadores
- 40 Sistemas de instrumentación integrada del motor

78 ESCAPE
- 00 General
- 10 Colector/boquilla
- 20 Supresor de ruido
- 30 Inversor de empuje
- 40 Aire suplementario

79 ACEITE
- 00 General
- 10 Almacenamiento
- 20 Distribución
- 30 Indicación

80 ARRANQUE
- 00 General
- 10 Encendido

81 TURBINAS
- 00 General
- 10 Recuperación de potencia
- 20 Turbo-sobrealimentador

82 INYECCIÓN DE AGUA
- 00 General
- 10 Almacenamiento
- 20 Distribución
- 30 Vaciado y eliminación
- 40 Indicación

83 ACCESORIOS DE LA CAJA DE CAMBIOS
- 00 General
- 10 Sección del eje de accionamiento
- 20 Sección de la caja de cambios

84 INCREMENTO DE LA PROPULSIÓN
- 00 General
- 10 Asistencia de despegue

85 MOTOR ALTERNATIVO
- 00 General

- 10 Pila de celdas de combustible

86 *No asignado
87 *No asignado
88 *No asignado
89 *No asignado
90 *No asignado
91 GRÁFICAS
92 *No asignado
93 *No asignado
94 *No asignado
95 *Reservado para uso de aerolíneas
96 *Reservado para uso de aerolíneas
97 INFORMES DE CABLEADO
98 *Reservado para uso de aerolíneas
99 *No asignado
100 *No utilizar
101 *No utilizar
102 *No utilizar
103 *No utilizar
104 *No utilizar
105 *No utilizar
106 *No utilizar
107 *No utilizar
108 *No utilizar
109 *No utilizar
110 *No utilizar
111 *No utilizar
112 *No utilizar
113 *No utilizar
114 *No utilizar
115 TRABAJOS DE SIMULACIÓN/SISTEMAS DE SIMULADORES DE VUELO

#### Zonas principales de la aeronave[4][5]
- Zona 100 – Fuselaje inferior
- Zona 200 – Fuselaje superior
- Zona 300 – Estabilizadores
- Zona 400 – Motores
- Zona 500 – Ala izquierda
- Zona 600 – Ala derecha
- Zona 700 – Compartimento del tren de aterrizaje
- Zona 800 – Puertas y ventanas
- Zona 900 – Lavabos y cocinas

#### Subzonas principales de la aeronave[4][5]
- Zona 100 – Fuselaje inferior

```
111:Compartimento delantero inferior (BS 178 - BS 360)
112:Compartimento electrónico (BS 360 - BS 480)
113:Compartimento de carga delantero 727-100 (BS 480 - BS 680) 727-200(BS 480 - BS 720D)
114:Plataforma de distribución de aire acondicionado 727-100(BS 680 - BS 740) 727-200(BS 680 - BS 720D - BS 740)
115:Compartimento de carga de popa (BS 952 - BS 1176)
116:Escaleras delanteras y puerta (BS 303.9 - BS 351.2, If Applicable)
131:Hueco de la rueda delantera (BS 227.8 - BS 351.2)
132:Zona de la viga de quilla (plataformas de las antenas) (BS 740 - BS 960)
133:Compartimento izquierdo de equipamiento de aire acondicionado 727-100(BS 580 - BS 870)  727-200(BS 698 - BS 870)
134:Compartimento derecho de equipamiento de aire acondicionado 727-100(BS 580 - BS 870)  727-200(BS 698 - BS 870)
135:Hueco de la rueda principal izquierda y encaje del ala al cuerpo 727-100 (BS 870 - BS 1076) 727-200(BS 870 - BS 1007)
136:Hueco de la rueda principal derecha y encaje del ala al cuerpo 727-100 (BS 870 - BS 1076) 727-200(BS 870 - BS 1007)
141:Radomo (BS 130 - BS 178)
174:Área del tanque de la celda de combustible 2 (Left BBL 70.5 - Right BBL 70.5)
```

- Zona 200 – Fuselaje superior

```
221:Control izquierdo de cabina (BS 178 - BS 259.5)
222:Control derecho de cabina (BS 178 - BS 259.5)
223:Estación del tercer miembro de tripulación (BS 259.5 - BS 302)
224:Cabina del pasaje (BS 302 - BS 1183)
225:Compartimento de lavabos delantero (BS 304 - BS 343)
226:Cocina, unidades n.º
 
1 y n.º
 
2 (BS 600 - BS 708)
227:Compartimento de lavabos de popa, izquierda (BS 1137 - BS 1176)
228:Compartimento de lavabos de popa, derecha (BS 1137 - BS 1176)
237:Zona de equipamiento de las escalerillas de popa, izquierda (BS 1183 - BS 1342.4)
238:Zona de equipamiento de las escalerillas de popa, derecha (BS 1183 - BS 1342.4)
239:Compartimento del patín de cola
242:Puerta de entrada delantera (BS 312)
246:Puerta de entrada de popa (BS 1183)
246A:Puerta de servicio de popa (BS 1052)
247:Escalerillas de popa (BS 1223)
248:Puerta principal de carga (BS 480 - BS 620 If Applicable)
249:Trampilla de salida (BS 772 - BS 873)
```

- Zona 300 – Estabilizadores

```
391:Estabilizador horizontal izquierdo (inspar)
391A:Estabilizador horizontal izquierdo (borde de ataque)
391B:Estabilizador horizontal izquierdo (cola)
392:Estabilizador horizontal derecho (inspar)
392A:Estabilizador horizontal derecho (borde de ataque)
392B:Estabilizador horizontal derecho (cola)
393:Elevador izquierdo
394:Elevador derecho
395:Aleta vertical (inspar)
395A:Aleta vertical (borde de ataque)
395B:Aleta vertical (cola)
396:Compartimento del mecanismo de compensación de estabilidad
397:Punta de la aleta vertical
398:Timón superior
399:Timón inferior
```

- Zona 400 – motores

```
451:Motor n.º 1
452:Motor n.º 2
453:Motor n.º 3
454:Puntal del motor n.º 1
455:Puntal del motor n.º 3
```

- Zona 500 – Ala izquierda

```
561:Punta extraíble del ala izquierda
562:Ala fuera-borda izquierda del borde de ataque (Inc Slats 1 -4 WS 332.5 - WS 790)
563:Ala intraborda izquierda del borde de ataque (Inc L.D Flaps 1 -3 WBL 70.597 - WS 332.5)
571:Acceso izquierdo al conducto del tanque de combustible y válvula de escape del combustible (Izquierda WS 716.5 - Punta extraíble del ala)
572:Tanque n.º 1 ( Izquierda WS 224.5 - Izquierda WS 715.5)
573:Sección integral izquierda del tanque n.º 2 (Left WBL 70.597 - WS 2244.5)
581:Ala izquierda de cola, alerón fuera-borda y control
582:Flap y alerones n.º 1 – n.º 4 fuera-borda del ala izquierda de cola
583:Ala izquierda de cola, alerón intraborda y control
584:Flap y alerones n.º 5 – n.º 7 intraborda del ala izquierda de cola
```

- Zona 600 – Ala derecha

```
664:Ala intraborda derecha del borde de ataque (Inc L.D Edge Flaps No44 - No6 WBL 70.597 - WS 332.5)
665:Ala fuera-borda derecha del borde de ataque (Inc Slats No5 - No8 WS 322.5 - WS 790)
666:Punta extraíble del ala derecha
675:Sección integral derecha del tanque n.º 2 (Right WBL 70.597 - Right WS 224.5)
676:Tanque n.º 3 (Derecha WS 224.5 - Derecha WS 716.5)
677:Acceso derecho al conducto del tanque de combustible y válvula de escape del combustible (Derecha WS 716.5 - Punta extraíble del ala)
685:Ala derecha de cola, flap intraborda y alerones n.º 8 – n.º 10
686:Ala derecha de cola, alerón intraborda y control
687:Ala derecha de cola, flap fuera-borda y alerones n.º 11 – n.º 14
688:Ala derecha de cola, alerón fuera-borda y control
```

- Zona 700 – Compartimento del tren de aterrizaje

```
710:Tren delantero y puertas
711:Tren delantero
712:Puerta lateral delantera (lado derecho)
713:Puerta lateral delantera (lado izquierdo)
714:Puerta trasera (lado derecho)
715:Puerta trasera (lado izquierdo)
720:Tren principal y puertas (lado izquierdo)
721:Tren principal
722:Puerta delantera
723:Puerta intermedia
724:Puerta trasera (lado derecho)
725:Puerta trasera (lado izquierdo)
730:Tren principal y puertas (lado derecho)
731:Tren principal
732:Puerta delantera
733:Puerta intermedia
734:Puerta trasera (lado derecho)
735:Puerta trasera (lado izquierdo)	
```

- Zona 800 – Puertas

```
821:Puerta delantera de carga
822:Puerta de popa de carga
831:Puerta de entrada delantera
832:Salida de emergencia
833:Salida de emergencia
834:Puerta de entrada de popa
841:Puerta delantera del servicio de cocina
842:Salida de emergencia
843:Salida de emergencia
844:Puerta de popa del servicio de cocina
```